# Carthamus persicus
Carthamus persicus là một loài thực vật có hoa trong họ Cúc. Loài này được Desf. ex Willd. mô tả khoa học đầu tiên năm 1803.